# Élections législatives de 1946 dans la Seine-Inférieure
Les élections législatives françaises de 1946 se tiennent le 10 novembre. Ce sont les premières élections législatives de la Quatrième république, après l'adoption lors du référendum du 13 octobre d'une nouvelle constitution.

## Mode de scrutin
L'Assemblée nationale est composée de 618 sièges pourvus au scrutin proportionnel plurinominal suivant la règle de la plus forte moyenne dans le cadre départemental, sans panachage. 
Le vote préférentiel est admis, en inscrivant un numéro d'ordre en face du nom d'un, de plusieurs ou de tous les candidats de la liste. Mais l'ordre ne pourra être modifier que si au moins la moitié des suffrages portés sur la liste est numéroté. Dans les faits les modifications ne dépasseront jamais les 7%.
Dans le département de la Seine-Inférieure, douze députés sont à élire, le même nombre que lors des élections aux constituantes d'octobre 1945 et de juin 1946.
Les législateurs ne voulant pas que les circonscriptions dépassent les 10 sièges, le département est découpé en 2 circonscriptions :
1. La première correspond aux arrondissements de Rouen, de l'ancien arrondissement de Neufchâtel, plus une partie de celui d'Yvetot dotée de 6 sièges ;
2. La deuxième, également dotée de 6 sièges, regroupe les arrondissements du Havre, de Dieppe (moins celui de Neufchâtel) et le reste de celui d'Yvetot.

## Élus
| Député sortant      | Parti | Parti   | Député élu ou réélu | Parti | Parti   |
| ------------------- | ----- | ------- | ------------------- | ----- | ------- |
| 1re Circonscription |       |         |                     |       |         |
| Victor Michaut      |       | PCF     | Victor Michaut      |       | PCF     |
| Lucie Guérin        |       | PCF     | Lucie Guérin        |       | PCF     |
| Jean Capdeville     |       | SFIO    | Jean Capdeville     |       | SFIO    |
| Roger Dusseaulx     |       | MRP     | Roger Dusseaulx     |       | MRP     |
| André Marie         |       | Rad-soc | André Marie         |       | Rad-soc |
| Jacques Chastellain |       | RI      | Jacques Chastellain |       | RI      |
| 2e Circonscription  |       |         |                     |       |         |
| René Cance          |       | PCF     | René Cance          |       | PCF     |
| Joseph Hertel       |       | PCF     | Hilaire Perdon      |       | PCF     |
| Jean Binot          |       | SFIO    | Jean Binot          |       | SFIO    |
| Louis Siefridt      |       | MRP     | Louis Siefridt      |       | MRP     |
| Pierre Courant      |       | RI      | Pierre Courant      |       | RI      |
| René Coty           |       | RI      | René Coty           |       | RI      |

## Résultats

### 1recirconscription (Rouen-Neufchâtel)
| Parti    | Parti    | Tête de liste       | Résultats | Résultats | Sièges |  |
| Parti    | Parti    | Tête de liste       | Voix      | %         |        |  |
| -------- | -------- | ------------------- | --------- | --------- | ------ |  |
|          | PCF      | Victor Michaut      | 62 498    | 31,83     | 2      |  |
|          | MRP      | Roger Dusseaulx     | 39 370    | 20,05     | 1      |  |
|          | RI       | Jacques Chastellain | 34 904    | 17,78     | 1      |  |
|          | RGR      | André Marie         | 21 624    | 16,11     | 1      |  |
|          | SFIO     | Jean Capdeville     | 27 939    | 14,23     | 1      |  |
|          |          |                     |           |           |        |  |
| Inscrits | Inscrits | Inscrits            | 261 799   | 100,00    | 6      |  |
| Votants  | Votants  | Votants             | 202 481   | 77,34     |        |  |
| Exprimés | Exprimés | Exprimés            | 196 333   | 96,96     |        |  |

### 2ecirconscription (Le-Havre–Dieppe)
| Parti    | Parti      | Tête de liste  | Résultats | Résultats | Sièges |  |
| Parti    | Parti      | Tête de liste  | Voix      | %         |        |  |
| -------- | ---------- | -------------- | --------- | --------- | ------ |  |
|          | PCF        | René Cance     | 58 816    | 33,23     | 2      |  |
|          | RI         | René Coty      | 45 437    | 25,67     | 2      |  |
|          | MRP        | Louis Siefridt | 28 871    | 16,31     | 1      |  |
|          | SFIO       | Jean Binot     | 24 899    | 14,07     | 1      |  |
|          | RGR-Gaull. | Pierre Bietz   | 18 992    | 10,73     | -      |  |
|          |            |                |           |           |        |  |
| Inscrits | Inscrits   | Inscrits       | 234 480   | 100,00    | 6      |  |
| Votants  | Votants    | Votants        | 181 703   | 77,49     |        |  |
| Exprimés | Exprimés   | Exprimés       | 177 015   | 97,42     |        |  |